# Casa dels Pegolins
Casa dels Pegolins és un mas al costat del riu Vernissa al municipi de Ròtova.

## Situació
La casa dels Pegolins es troba localitzada a la vora esquerra del riu Vernissa als peus del barranc d’Atanasi o de les Galeries. Està situada al costat esquerre del riu Vernissa i s’accedeix a través del camí del Borró que també duu al Molí de Borró o dels Barrines de Ròtova, enfrontat al racó dels Pujols.

## Descripció
L’antic mas de Borró o casa dels Pegolins és una bona mostra de la rellevant arquitectura rural valenciana. L’edifici està format per tres altures i dos cossos de planta rectangular. A dins està dividit en tres navades obertes a dues mans. El seu exterior conserva les partes originals construïdes amb maçoneria acarada i morter de calç. Pegat a l’edifici hi ha una bassa amb una capacitat d’uns 900.000 litres que hui s’utilitza per  a regar els horts de l’entorn. Aquesta bassa s’ompli d’aigua procedent del barranc d’Atanasi, conduïda per un aqüeducte fet amb teula girada. Aquest sistema de conducció es semblant a l’emprat en l’aqüeducte de Sant Jeroni de Cotalba.

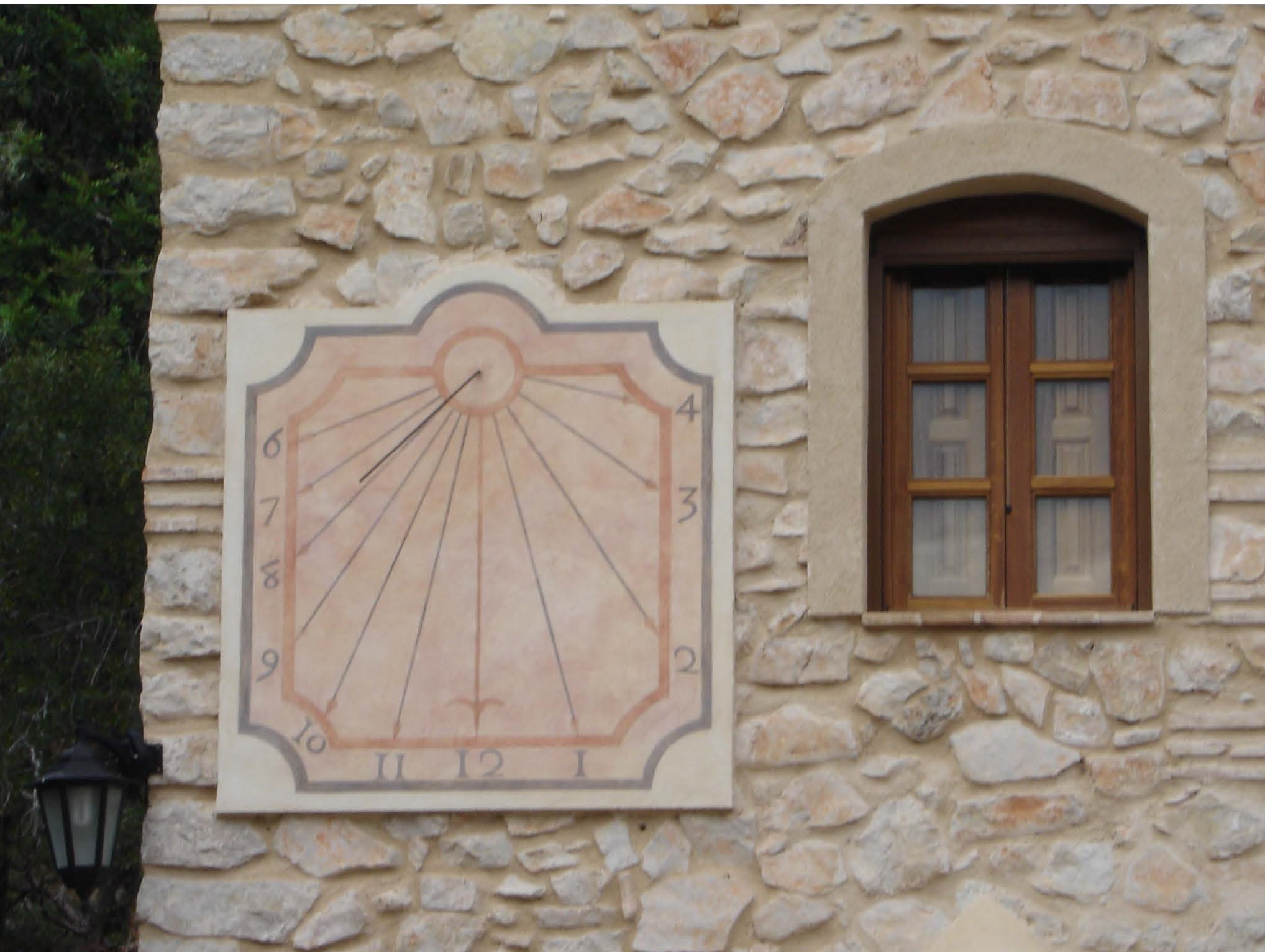

La rehabilitació realitzada l’any 2002, ha conservat  alguns elements originals malgrat l’estat de deteriorament que patia. Cal destacar que l’antiga façana arrebossada i encalada feia anys fou picada per traure la fabrica original de maçoneria i rajola. Una vegada a l’interior veiem un terra de rajoles de fang flaquejat als laterals per lloses de pedra. A l’altura de la segona navada i a la banda dreta s’endevina encara una gran campana de llar de banda a banda.
A nivell arquitectònic, l’entrada de la casa comunica directament amb el corral, travessant els murs de càrrega centrals mitjançant dos arcs de mig punt fets de rajola girada. Aquests arcs de descàrrega, molt emprats fins ben entrar el segle XVIII, es repeteixen en la planta superior. Cal destacar també que el cos adossat a banda de llevant estava destinat a dependències de servei com ara quadres i una pallissa alta. L’antic corral de les espatlles de la casa està edificat en un lleugera pendent perquè l’escorrentia de l’aigua el netegés. La part de corral descobert conserva encara un mur central per separar el ramat en època de cria.
Dels pocs elements que es conserven destaquen els dos rellotges solars un a la façana principal sense decoració que deuria ser de finals del segle XIX i l’altre a façana la lateral més elaborat i que es pot datar al segle XVII i que ha estat restaurat pel seu propietari.

## Història
Els orígens del mas es remunten a un possible assentament d’època musulmana (possiblement al segle XIII) depenent del castell de Borró. Encara que alguns especialistes daten l’edificació originaria als segles XVII i XVIII.
A l’època medieval i fins al segle XIX sembla que la casa del Pegolins fou una aduana, relacionada amb el pas i peatge de ramats per la valleta de Borró cap les zones costaneres per l’antic camí de Xàtiva a Dénia, a més d’una via pecuària emprada pels ramaders de l’interior de Castella que baixaven ací per passar l’hivern a Marxuquera.